# Peter Fischer (Rechtswissenschaftler)
Peter Fischer (* 19. Mai 1939 in Wien; † 9. Juli 2025 in Wiesmath) war ein österreichischer Rechtswissenschaftler und Hochschullehrer.

## Leben
Nach dem Besuch des Schottengymnasiums studierte er von 1957 bis 1962 Rechtswissenschaften an der Universität Wien. Seit 1958 war er Mitglied der katholischen Studentenverbindung KAV Bajuvaria Wien im ÖCV. 1962 wurde er zum Dr. iur. promoviert. Von 1962 bis 1963 erfolge die Gerichtspraxis am Bezirksgericht Schwechat. Danach war er von 1963 bis 1977 Assistent am Institut für Völkerrecht und Internationale Beziehungen. 
Nach der Habilitation 1974 für die Fächer „Völkerrecht“ und „Internationales Wirtschaftsrecht“ an der Universität Wien war er von 1977 bis 1989 außerordentlicher und dann bis 2004 ordentlicher Professor für Völkerrecht und Internationales Wirtschaftsrecht an der Universität Wien.
Zudem war er von 1979 bis 1995 Rechtsberater der Ständigen Mission des Heiligen Stuhls bei den Internationalen Organisationen in Wien.

## Publikationen (Auswahl)
- Die internationale Konzession: Theorie und Praxis der Rechtsinstitute in den internationalen Wirtschaftsbeziehungen. (Zugleich Habilitationsschrift 1973) Springer, Wien 1974, ISBN 3-211-81195-8.
- mit Heribert Franz Köck: Das Recht der internationalen Organisationen: das Recht der Weltfriedensorganisation (VB und UNO), der UN-Spezialorganisationen und der wichtigsten regionalen Organisationen im Dienste von kollektiver Sicherheit und Zusammenarbeit. 3. Auflage. Linde, Wien 1997, ISBN 3-85122-599-6.
- mit Heribert Köck und Margit Maria Karollus: Europarecht: Recht der EU, EG, des Europarates und der wichtigsten anderen europäischen Organisationen. 4. Auflage. Linde, Wien 2002, ISBN 3-7073-0047-1.
- mit Heribert Franz Köck: Völkerrecht: das Recht der universellen Staatengemeinschaft. 6. Auflage. Linde, Wien 2004, ISBN 3-7073-0517-1.

## Auszeichnungen
1996 wurde Fischer mit dem Österreichischen Ehrenkreuz für Wissenschaft und Kunst I. Klasse ausgezeichnet.
2008 erhielt er das Ehrendoktorat durch die Comenius-Universität Bratislava.